# Chiesa di San Vincenzo (Nole)
La chiesa di San Vincenzo Martire è la parrocchiale di Nole, in città metropolitana e arcidiocesi di Torino; fa parte del distretto pastorale Torino Nord.

## Storia
L'originaria chiesa romanica di Nole sorse tra l'XI e il XII secolo, come si rileva dai reperti venuti alla luce durante degli scavi condotti 1984.

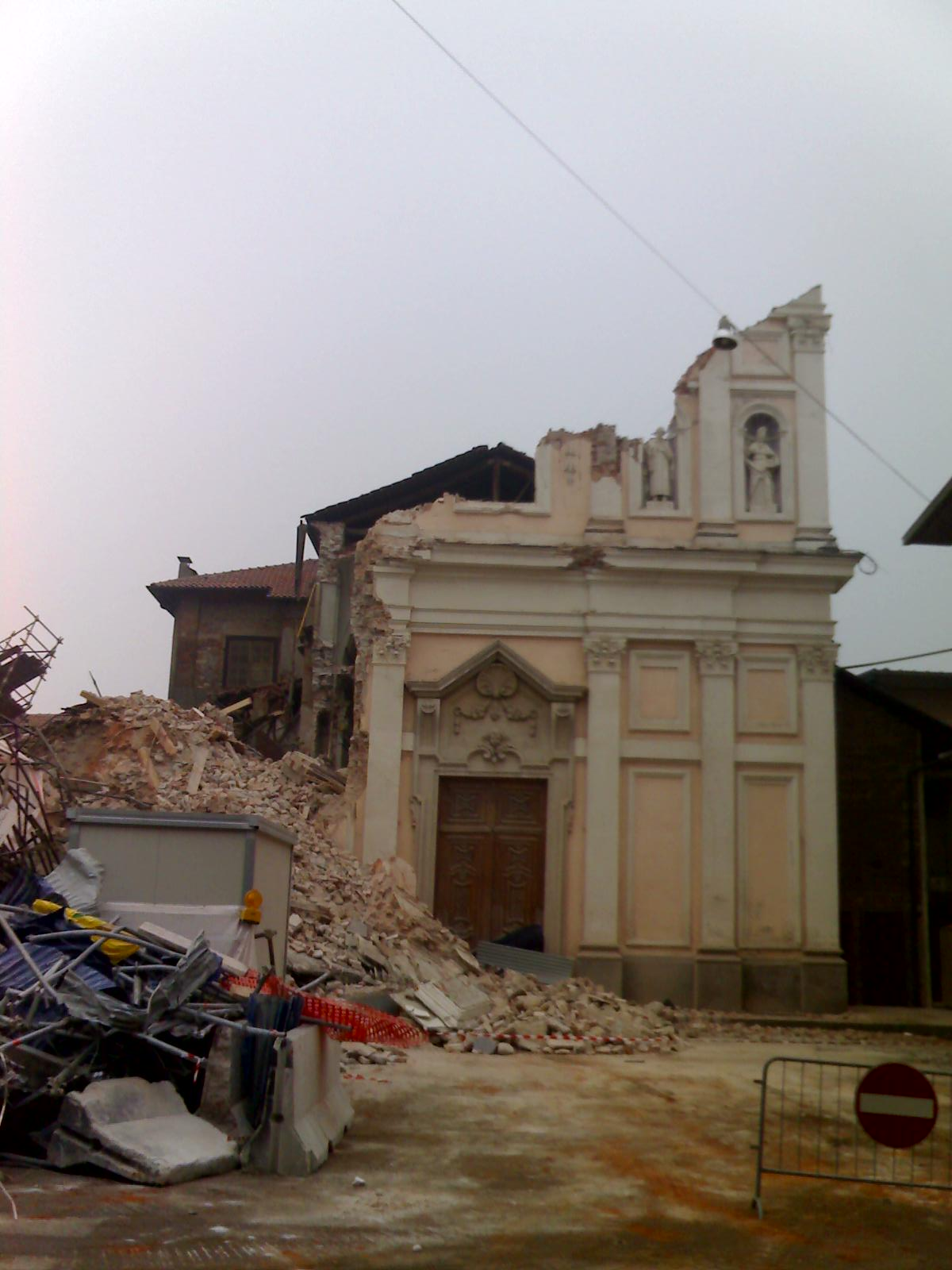
La facciata della chiesa semidistrutta dal crollo della torre campanaria

Nel Trecento l'edificio venne ampliato mediante l'ingrandimento del presbiterio la costruzione di una navatella laterale.
Il visitatore Angelo Peruzzi trovò nel 1587 che il pavimento era malmesso e dieci anni dopo l'arcivescovo Carlo Broglia rilevò che il tetto era in condizioni non ottimali.
Nel 1678 l'antica chiesa fu demolita e iniziarono i lavori di costruzione della nuova, eseguiti dai capimastri Michele e Domenico Gioannino; la struttura venne portata a termine nella prima metà del XVIII secolo.

Il presbiterio e la sagrestia furono ingranditi nel 1765 e, sei anni dopo, venne celebrata la consacrazione dall'arcivescovo Francesco Luserna Rorengo di Rorà.
Nel 1846 il campanile fu riparato e, tra il 1900 e il 1908, la parrocchiale venne interessata da un intervento di ampliamento e di rimaneggiamento; nel 1926 e poi nuovamente nel 1933 si provvide a rifare il tetto, mentre nel 1986, fu collocata una mensa lignea rivolta verso l'assemblea.

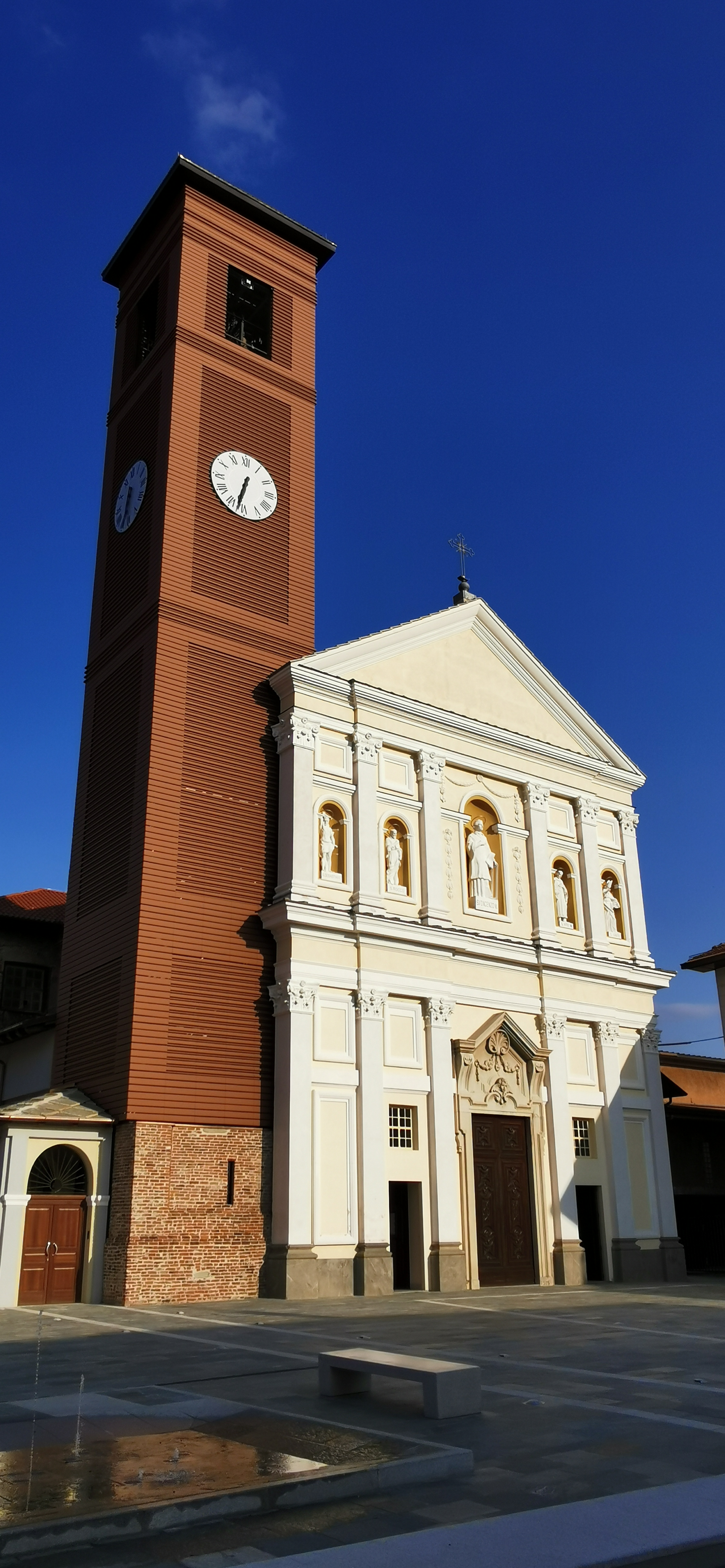
La chiesa e il campanile ricostruiti

Nel 2006 il campanile crollò e, cadendo, distrusse parzialmente la facciata, l'organo a canne in controfacciata e il battistero; i lavori di ricostruzione vennero ultimati negli anni 2010.

## Descrizione

### Esterno
La facciata a capanna della chiesa, rivolta a ponente e suddivisa da una cornice marcapiano in due registri, entrambi scanditi da sei paraste, presenta in quello inferiore i tre portali d'ingresso e due finestrelle quadrate, mentre in quello superiore, coronato dal timpano triangolare, cinque nicchie ospitanti altrettante statue.
Annesso alla parrocchiale è il campanile a base quadrata, la cui cella presenta su ogni lato una monofora ed è coperta dal tetto a quattro falde.

### Interno
L'interno dell'edificio si compone di un'unica navata suddivisa in cinque campate, sulla quale si affacciano le cappelle laterali e i bracci del transetto, e le cui pareti sono scandite da lesene sorreggenti la trabeazione sopra cui si imposta la volta; al termine dell'aula si sviluppa il presbiterio, rialzato di due gradini e chiuso dall'abside.
Qui sono conservate diverse opere di pregio, tra le quali le due statue raffiguranti i santi Pietro e Paolo, il rilievo con soggetto la Gloria di San Vincenzo e gli altari laterali.